# Adagio for Strings (singel Tiësto)
"Adagio for Strings" – singel Tiësto pochodzący z albumu Just Be. Remix oryginalnej kompozycji Samuela Barbera pod tym samym tytułem użytej m.in. w filmie Platoon z 1986 r.

## Lista utworów

### CD, Maxi Single
Australia, Nowa Zelandia, Szwecja, Wielka Brytania Maxi-single
1. "Adagio For Strings" (Radio Edit) − 3:28
2. "Adagio For Strings" (Original LP Version) − 9:33
3. "Adagio For Strings" (Danjo & Styles Remix) − 11:22
4. "Adagio For Strings" (Fred Baker Remix) − 8:18
5. "Adagio For Strings" (Phynn Remix) − 7:09

Niemcy, Wielka Brytania Maxi-single
1. "Adagio For Strings" (Radio Edit) − 3:25
2. "Adagio For Strings" (Original Mix) − 9:35
3. "Adagio For Strings" (Fred Baker Remix) − 7:11
4. "Adagio For Strings" (Danjo & Styles Remix) − 11:31
5. "Adagio For Strings" (Phynn Remix) − 8:26
6. "Adagio For Strings" (video) − 3:31

### 12" Vinyl
Independance Records, Universal Licensing Music (ULM) 12" Vinyl
1. "Adagio For Strings" (Original Album Version) − 7:23
2. "Adagio For Strings" (Radio Edit) − 3:47

Nebula, Magik Muzik, Media Records 12" Vinyl
1. "Adagio For Strings" (Original LP Version) − 9:33
2. "Adagio For Strings" (Fred Baker Remix) − 7:11

Nebula, Magik Muzik, Nettwerk America 12" Vinyl
1. "Adagio For Strings" (Danjo & Styles Remix) − 11:24
2. "Adagio For Strings" (Phynn Remix) − 8:18